# Marina di Olbia

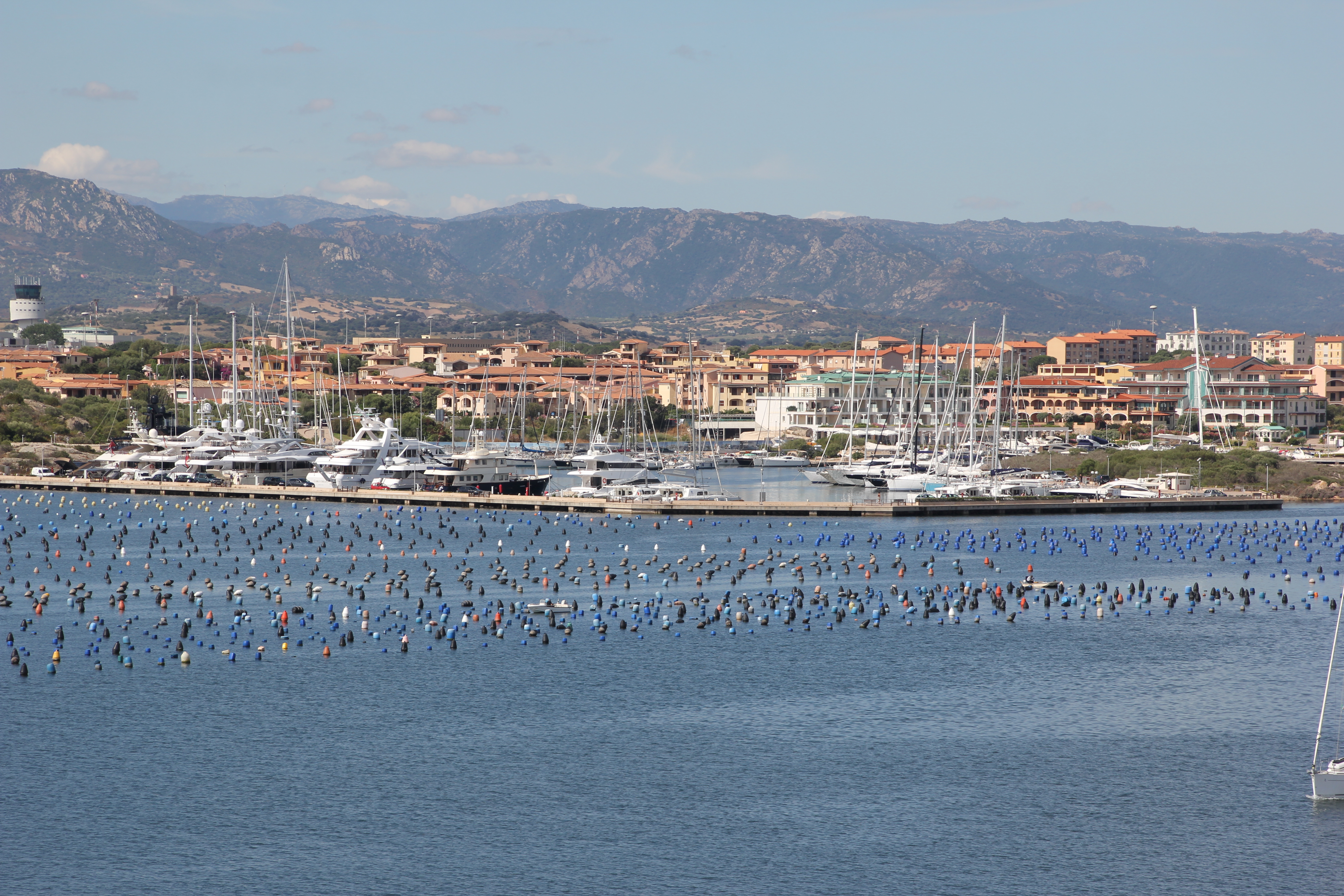

Marina di Olbia è un approdo turistico, inaugurato nel maggio 2009, che fa parte del comune di Olbia, in provincia della Gallura Nord-Est Sardegna, nel nord est della Sardegna.

## Geografia
Costruito all'interno del fiordo di Olbia, a pochi minuti dal centro cittadino ed a meno di 2 km dall'aeroporto Olbia – Costa Smeralda, è stato realizzato seguendo lo sviluppo naturale della costa e la sua posizione garantisce un approdo sicuro in ogni condizione meteo marina.

## Descrizione
Il marina, aperto tutto l'anno, è dotato di torre di controllo, stazione di rifornimento, un centro di assistenza tecnica e burocratica e di 270 posti barca per imbarcazioni fino a 60 metri di lunghezza.
Oltre ai servizi garantiti dal marina, una strutturata rete di assistenza per la nautica ed i numerosi cantieri specializzati presenti ad Olbia sono in grado di sopperire a qualsiasi esigenza di equipaggi ed armatori.
Il fronte del porto è interessato da un articolato progetto di sviluppo immobiliare che prevede, oltre alla realizzazione di strutture residenziali anche la realizzazione di ampi spazi commerciali, dedicati alla ristorazione ed ai servizi per la nautica.
La gestione del marina è affidata a MOYS, società di servizi che si occupa della locazione dei posti barca e dell'assistenza ai diportisti.

## Dati tecnici
Canale VHF: CH 9

Tipologia: Porto turistico

Comune: OLBIA

Profondità: 3,50/5,20 m

Posti barca: 270

Lunghezza massima: 60 m

Avvicinamento e ingresso: Semplice e ben segnalato, riparato.

Pericoli e avvertenze: Niente da segnalare.

Ormeggio: Pontili con tutti i servizi. Servizi in banchina luce e acqua, guardiania 24H.

Carburante: Carburante in banchina con benzina, gasolio e gasolio agevolato.

Capitaneria di porto, Direzione Marittima di Olbia: tel. +39.0789.21243 VHF CH 16